# Nikki Haley
Nimarata Nikki Haley (született: Randhawa; Bamberg, 1972. január 20. –) amerikai politikus, 2011 és 2017 között Dél-Karolina kormányzója. Két évig az Egyesült Államok nagykövete volt az Egyesült Nemzetek Szervezetében 2017 januárjától 2018 decemberéig. Az első indiai származású amerikai elnöki kabinettag volt.

## Pályafutása
Haley Bambergben született és a Clemson Egyetemen szerzett könyvelési diplomát. A családi vállalkozásnál kezdett el dolgozni, mielőtt a National Association of Women Business Owners kincstárnoka, majd elnöke lett.
2004-ben választották meg Dél-Karolina Képviselőházába, háromszor is újraválasztották. 2010-ben, harmadik terminusa közben megválasztották az állam kormányzójának, majd újraválasztották 2014-ben. Ő volt Dél-Karolina első női kormányzója, a legfiatalabb kormányzó az országban és a második indiai származású kormányzó Bobby Jindal louisianai politikus után. Ezek mellett az első ázsiai származású női kormányzó volt.
2017-től 2018-ig az Egyesült Államok nagykövete volt az Egyesült Nemzetek Szervezetébe, a szenátus 96–4 arányban fogadta el jelölését. 2017. január 27-én iktatták be. Haley vezette az Egyesült Államok visszalépését az ENSZ Emberi jogi Bizottságától. 2018. december 31-én úgy döntött, hogy lemond, azt követően, hogy korrupcióval vádolták.
Jelölt a 2024-es republikánus előválasztáson. 2023 februárjában jelentette be kampányát, az egyik első republikánus jelöltként.